# Sambarhjort
Sambarhjort (Rusa unicolor eller Cervus unicolor) är ett hjortdjur som förekommer i större delar av södra Asien. Den är efter älg, wapitihjort och kronhjort den fjärde största arten i familjen.
Artepitet i det vetenskapliga namnet är det latinska ordet för enfärgad.

## Kännetecken
Kroppslängden ligger mellan 160 och 250 centimeter, mankhöjden mellan 100 och 160 centimeter och vikten mellan 150 kilogram (honor) och 260 kilogram (hannar). Svansen är 25 till 30 centimeter lång. Det vetenskapliga namnet unicolor syftar på hjortens enfärgade grova päls som är mörkbrun. Enda undantaget är svansens undersida och en liten region på stjärten som är vita. När djuret går riktar den svansen upp så att den vita delen blir synlig. Horn finns som hos de flesta hjortdjur bara hos hannarna. Hornen har bara tre taggar (ibland fyra) men blir ganska stora. Några hannar har en man av längre hår kring halsen.

## Utbredning och habitat
Utbredningsområdet sträcker sig från östra Indien och södra Kina till Malackahalvön och omfattar även öar som Sri Lanka, Borneo, Sumatra och Hainan. Habitatet utgörs huvudsakligen av skogar och i bergsområden förekommer arten upp till 3 700 meter över havet.
Arten infördes av människan i Australien, Nya Zeeland och även i södra USA. Framför allt i Australien har beståndet av sambarhjort ökat kraftigt och i skogarna i delstaten Victoria lever idag cirka 5 000 individer.

## Levnadssätt och föda
Sambarhjort är huvudsakligen aktiv på natten och gömmer sig på dagen i den täta undervegetationen. Honor och deras ungdjur bildar grupper av ungefär 6 individer. Könsmogna hannar lever däremot ensam och etablerar ett revir. De försöker att ta kontroll på en grupp av honor och försvarar gruppen mot andra hannar.
Födan utgörs bland annat av blad, knopp, bär och frukter som har fallit till marken.
Efter dräktigheten som varar i ungefär åtta månader föder honan vanligen ett ungdjur, tvillingar förekommer sällan. Ungdjuret blir könsmoget under det andra levnadsåret. Ett exemplar levde 26 år och 5 månader i fångenskap.

## Hot
På grund av sambarthjortens stora levnadsområde listas den i motsats till flera andra hjortdjur i Sydostasien inte som starkt hotad utan som sårbar (vulnerable).